# ارنست بلوخ
ارْنْسْت بلوخ (به آلمانی: Ernst Bloch) (زادهٔ ۸ ژوئیهٔ ۱۸۸۵ در لودویگزهافن آلمان — درگذشتهٔ ۴ اوت ۱۹۷۷ در توبینگن) فیلسوف مارکسیست آلمانی بود.

## زندگی
ارنست بلوخ در لودویگزهافن راین‌لند آلمان به دنیا آمد، او یگانه فرزند خانوده‌ای یهودی بود و پدرش در بخش اداری راه‌آهن آلمان کار می‌کرد. او در دانشگاه مونیخ، فلسفه و روان‌شناسی و در دانشگاه ورتزبورگ فلسفه، سیاست و موسیقی خواند. در مونیخ شاگرد تئودور لیپز بود و در ۱۹۰۸ رساله پایان‌نامه‌اش را دربارهٔ هاینریش ریکرت و گرایش نوکانتی نوشت. در ۱۹۱۲ به برلین رفت و درس‌های گئورک زیمل شرکت کرد. آنجا با جرج لوکاچ دوست شد و با هم به هایدلبرگ رفتند و با ماکس وبر ملاقات کردندو آن‌ها تا ۱۹۱۴ ذر آن شهر ماندند. بلوخ با آغاز جنگ جهانی اول از آلمان گریخت و به برن در سوئیس رفت. آنجا با عقاید رزا لوکزامبورگ آشنا شد، صلح‌طلبی او را می‌ستود اما هنوز توجهی به مارکسیسم نداشت و با پایان جنگ به آلمان برگشت و در دانشگاه لایپزیک به تدریس فلسفه پرداخت.
بلُخ در میان فیلسوفانی که در زمان هیلتر از آلمان به آمریکا مهاجرت کردند، تنها فیلسوف مهمّی بود که به جای آلمان غربیْ آلمان شرقی را انتخاب کرد. وی مدّتی در آنجا بود تا این که امکان ادامهٔ کار برایش فراهم نشد، چون فیلسوفی بود که مواضع حزبی رسمی را برنمی‌تابید. پس دوباره به غرب برگشت.

## فیلسوف امید
در نگاشته‌های سیاسی و اخلاقی ارنست بلوخ «امید»، نقشی اساسی ایفا می‌کند. او در مفهوم امید در واقع همان حرف مارکس را می‌زند که وظیفهٔ اصلی، نه فقط تفسیر، بلکه تغییر جهان است
.
ارنست بلُخ می‌گفت فلسفه باید راه خروج از بحران را به انسان مدرن نشان دهد تا سرنوشت خود را در دست گیرد و با ازخودبیگانگی، گسیختگی و بی ریشگی مبارزه نماید
در کتاب (دائرةالمعارف) «اصل امید» می‌نویسد، در دوران کودکی، تنها وطن رؤیایی‌اش امید بود و بس. امید به آینده، امید به یک اتوپی. ناکجاآباد و مدینهٔ فاضله‌ای که گرچه هنوز وجود ندارد ولی امکان به وجود آمدن و رسیدن به آن هست.
او لغت اتوپیا (آرمانشهر) را در معنایی مثبت به کار می‌بُرد و معتقد بود آنچه می‌گوید «اتوپی مشخص» است نه اتوپی انتزاعی.
صفت «مشخص» را به آن شیوه‌ای به کار می‌برد که هگل و مارکس به کار برده‌اند. به عبارت دیگر به رؤیاپروری در معنی منفی کلمه اعتقاد نداشت.
همانگونه که فلسفه هگل به شرح ادیسه و سفر پرماجرای روح در تاریخ و فرهنگ می‌پردازد، ارنست بلُخ جنبه‌ها و صور تجلی امید را در مسیر تاریخ ردیابی می‌کند.
از دیدگاه ارنست بلُخ، امید در معنای ساده آن یعنی حالت عاطفی موجود در زندگی روزانه به کار نرفته‌است، چنین امیدی در فلسفه او، یک مقوله هستی‌شناسانه در جهت آشکارسازی باطن گزاره‌هاست.
ارنست بلُخ مبتکر و تدوین کننده اولیه اندیشه‌ای بود که خودش آن را «جریان گرم مارکسیسم» می‌نامید. وی در کنار «گئورگ لوکاچ، جامعه‌ای که فاشیسم را در دامان خود پرورش داد به نقد کشید و تأثیر فراوانی بر «آدورنو «ماکس هورکهایمر و مکتب فرانکفورت داشت. البته او برای خودش یک مکتب بود و مکتب فرانکفورت [۵] جایگاه اصلی زندگیش نبود
ارنست بلُخ با جنبش جوانان، و با «رودی دوچکه» از رهبران جنبش دانشجویی آلمان، صمیمی بود.

### کتاب‌ها
- روح اتوپیا (۱۹۱۸) (روح مدینه فاضله، استنفورد، ۲۰۰۰)
- توماس مونتزر به عنوان الهی دان انقلاب (۱۹۲۱)
- ردیابی (۱۹۳۰) (آثار، انتشارات دانشگاه استنفورد، (۲۰۰۶)
- میراث زمان ما (۱۹۳۵) (میراث زمان ما، سیاست، ۱۹۹۱)
- آزادی و نظم (۱۹۴۷)
- سوژه-ابژه (۱۹۴۹)
- کریستین توماسیوس (۱۹۴۹)
- ابن سینا و چپ ارسطویی (۱۹۴۹) (ابن سینا و چپ ارسطویی)
- اصل امید (۳ جلد: ۱۹۳۸–۱۹۴۷) (اصل امید، انتشارات ام‌آی‌تی (۱۹۸۶)
- قانون طبیعی و کرامت انسانی (۱۹۶۱) (قانون طبیعی و کرامت انسانی، انتشارات ام‌آی‌تی (۱۹۸۶)
- مقدمه توبینگن در فلسفه (۱۹۶۳)
- دین در میراث (۱۹۶۶–۱۹۵۹) (ترجمه: انسان به تنهایی، هردر و هردر، ۱۹۷۰)
- دربارهٔ کارل مارکس (۱۹۶۸) هردر و هردر، ۱۹۷۱.
- الحاد در مسیحیت  (۱۹۶۸) (ترجمه: آتئیسم در مسیحیت، ۱۹۷۲)
- اندازه‌گیری‌های سیاسی، طاعون، پیش از مارس (۱۹۷۰)
- مسئله ماتریالیسم، تاریخچه و جوهر آن (۱۹۷۲)
- پرسش، مقوله‌های محیط، تمرین (۱۹۷۵)

### مقالات
- «علیت و غایت به مثابه مقولات فاعلی، عینی کننده: رده‌های انتقال». مجله تیلوس، ۲۱ (پاییز ۱۹۷۴). نیویورک: انتشارت تیلوس.

بلوخ دو-سه کتاب مهم دارد، خصوصاً یک کتابش به نام ذهن – عین (به آلمانی: Subjekt – Objekt) که تفسیر اساسی از هگل است و در آن سعی کرده مسئلهٔ نسبت ذهن و عین را در فلسفهٔ هگل توضیح بدهد. جواد طباطبایی از همسر بلُخ نقل می‌کرد بلُخ در تمام سال‌هایی که در آمریکا بودیم حتیٰ یک کلمه انگلیسی حرف نزد مبادا به زبان آلمانی وی آسیب برسد.